# 이상철 (태권도인)
이상철(Lee Sang-chul, 1948년 5월 8일~)은 미국의 태권도 8단이자, 미국 올림픽 태권도 수석 코치이며, 기업가이다. 미국 태권도 센터의 소유자시기도 한 그는 미국과 세계 전역에서 태권도를 홍보하고 발전시키는 데 중요한 역할을 한 인물로 평가받는다.